# Дигликолевая кислота
Диглико́левая кислота — алифатическая дикарбоновая кислота.
Структурно является ангидридом гликолевой кислоты, образованным по типу простых эфиров из двух её молекул при отщеплении одной молекулы воды:
2HOOC-CH2-OH — H2O = HOOCCH2OCH2COOH

## Физические свойства
Дигликолевая кислота — белое твердое вещество без запаха. Хорошо растворима в воде, откуда кристаллизуется в виде моноклинных призм. При влажности воздуха более 72 % и температуре 25 °C образует моногидрат.

## Получение
1) Окислением диэтиленгликоля концентрированной азотной кислотой. Предложено Ш. А. Вюрцем в 1861 году:
Окисление диэтиленгликоля воздухом, кислородом или озоном позволяет избежать использования азотной кислоты. В присутствии платинового катализатора окислением на воздухе достигается выход 90 %, а при использовании висмут-платинового катализатора выход доходит до 95 %.
2) Из хлоруксусной кислоты нагреванием с раствором гидроксида натрия:

## Применение
Сложные диэфиры дигликолевой кислоты с разветвленными высшими жирными спиртами могут использоваться в качестве пластификаторов поливинилхлорида.
Растворы дигликолевой кислоты предложены для удаления известковых отложений в газовых и нефтяных скважинах, а также в теплообменниках или паровых котлах.

## Токсичность
Дигликолевая кислота образуется в организме при окислении диэтиленгликоля, что может привести к тяжелым осложнениям со смертельным исходом.